# Maybelline Classic 1981
Il Maybelline Classic 1981 è stato un torneo di tennis giocato sul cemento. È stata la 2ª edizione del torneo, che fa parte del WTA Tour 1981.Si è giocato a Deerfield Beach negli USA, dal 12 al 18 ottobre 1981.

## Campionesse

### Singolare
Chris Evert ha battuto in finale  Andrea Jaeger con il punteggio di 4–6, 6–3, 6–0

### Doppio
Mary Lou Daniels /  Wendy White hanno battuto in finale  Pam Shriver /  Paula Smith con il punteggio di 6–1, 3–6, 7–5